# Rheinfranken

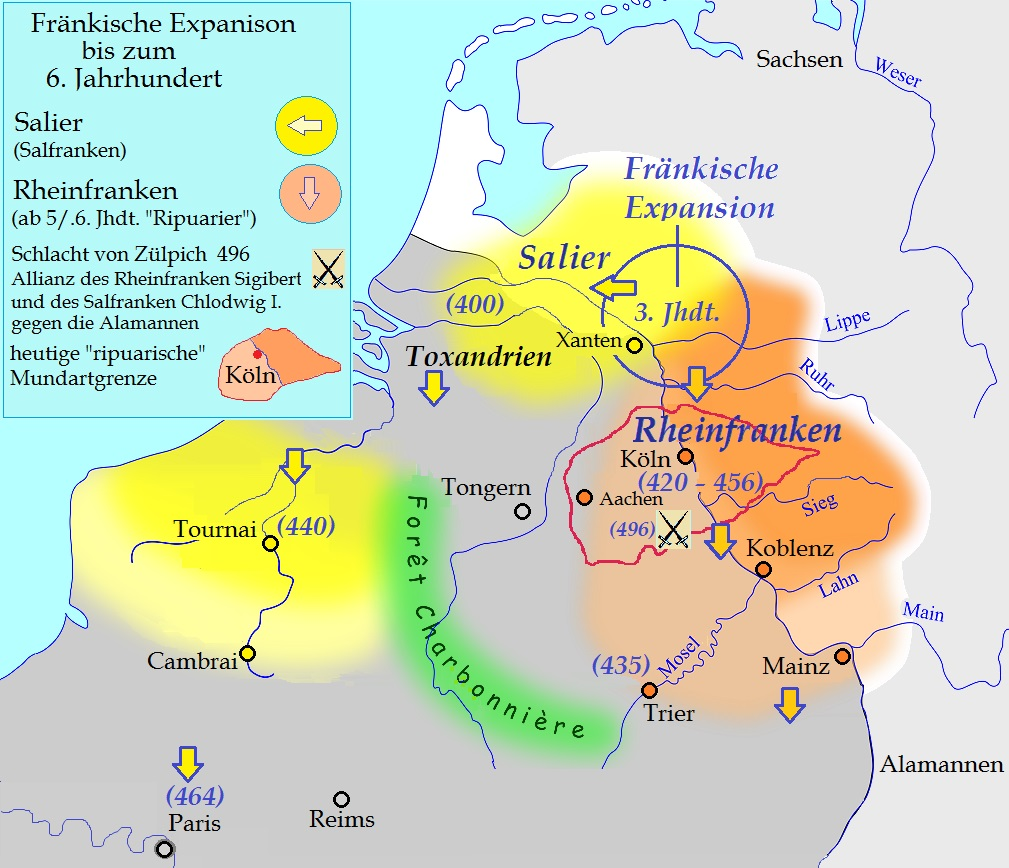
Karte mit der klassischen Vorstellung einer Expansion zweier großer fränkischer Teilstämme namens Salfranken und Rheinfranken

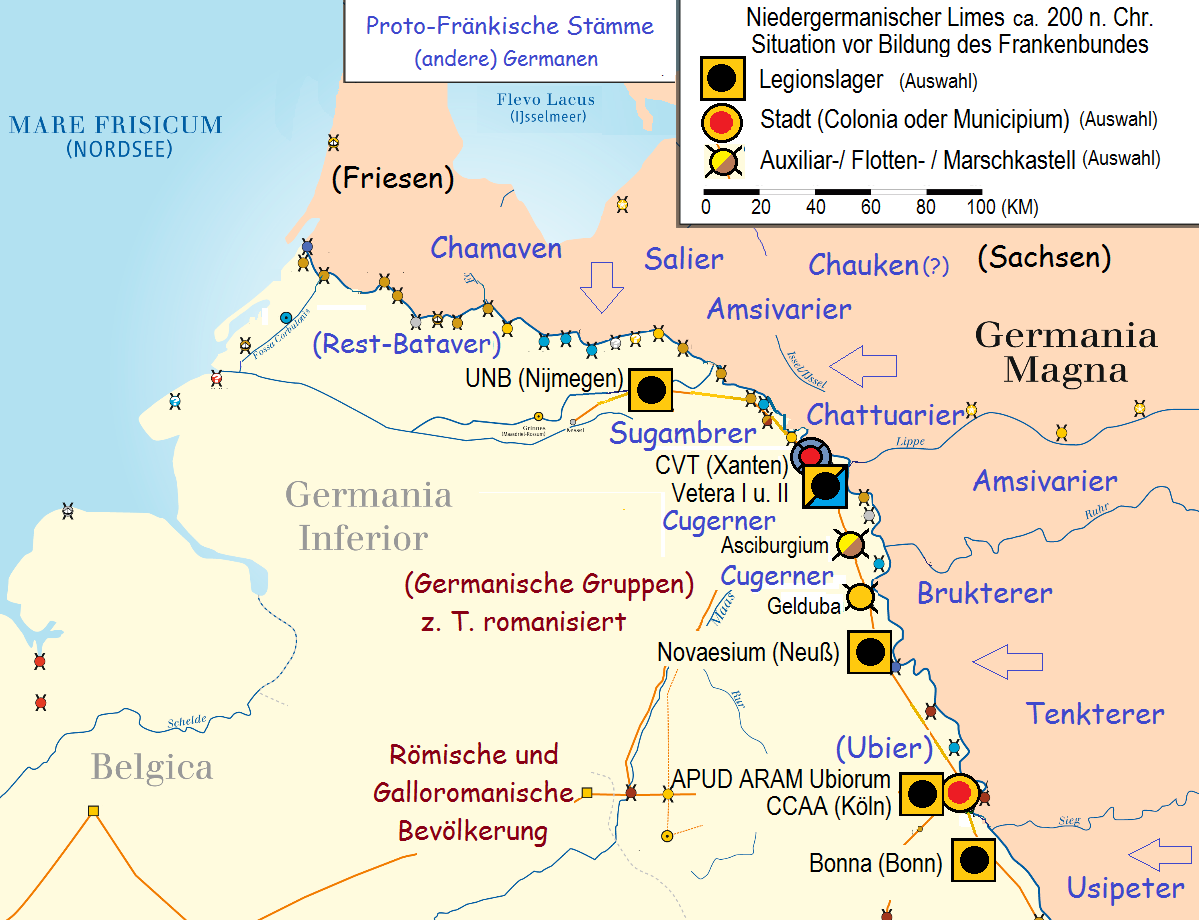
Germanische Stämme am niedergermanischen Limes, aus denen später der fränkische Stammesbund hervorgehen sollte

Als Rheinfranken (auch ripuarische/ribuarische Franken, Ripuarier/Ribuarier oder Ripuaren/Ribuaren, von altfränkisch rīp- ‚Ufer‘; im Raum Köln auch als Kölner Franken bezeichnet) wird in der Geschichtswissenschaft traditionell eine von zwei beziehungsweise drei Gruppen der Franken bezeichnet. Diese stiegen in der Übergangszeit zwischen Spätantike und Frühmittelalter zum mächtigsten germanischen Stamm in West- und Mitteleuropa auf. Der Teilstamm der Rheinfranken soll sich durch die Vereinigung einzelner kleinerer Volksgruppen im 4. Jahrhundert gebildet haben; sein Hauptsiedlungsgebiet habe entlang des Rheins gelegen (daher der Name). Entlang des Flusses hätten sich die Rheinfranken von Köln über Mainz bis nach Worms und Speyer ausgebreitet. Demgegenüber hat Matthias Springer allerdings die Ansicht vertreten, dass es sich bei der vermeintlichen Zwei- oder Dreiteilung der Franken und damit auch bei den Rheinfranken um ein Konstrukt der Forschung handelt, das auf einer Missdeutung der späteren mittelalterlichen Quellen beruhe.

## Ethnogenese der Franken
Ein Volk namens Franci wird erstmals Ende des 3. Jahrhunderts in den lateinischen Schriftquellen erwähnt (spätere Autoren verwenden es bereits für einfallende germanische Stämme in der Mitte des 3. Jahrhunderts). Dahinter verbargen sich in Wirklichkeit mehrere kleine Stämme, die als Proto-Franken bezeichnet werden. Sie siedelten zunächst rechts des Rheins, wechselten oft ihr Siedlungsgebiet und stießen immer wieder – in wechselnden Allianzen – zu Raubzügen in gallo-römisches Gebiet vor. Im Laufe der Zeit bildete sich dabei aus den einzelnen Stammesverbänden in einem vielschichtigen Prozess der Ethnogenese schließlich der Großstamm der Franken. Diese werden klassischerweise in einen nordwestlich siedelnden Teilstamm der Salfranken und einen am Mittelrhein und südlich davon siedelnden Teilstamm der Rheinfranken aufgeteilt. Alte germanische Stämme, die auf diese Weise im Stammeskonglomerat der Franken aufgingen, waren unter anderem:
- Möglicherweise die Salier, die als namensgebender Hauptstamm der Salfranken angenommen werden, was aber keineswegs sicher ist.
- Chamaver, zunächst nördlich der Lippe, im 4. Jahrhundert bis zur Maas vorgedrungen
- Sugambrer, mit der Untergruppe der linksrheinischen Cugerner im Raum Xanten bis Krefeld
- Brukterer, bei Tacitus erwähnt, an Ems und Lippe siedelnd, waren an den Eroberungen Kölns und Triers beteiligt
- Chattuarier, siedelten am oberen (niederländischen) Lek, einzelne Gruppen drangen tief nach Gallien in den Raum vor, der später als „Hatuyer“ bezeichnet wurde
- Tenkterer, ursprünglich östlich des Rheins, später bis zur Sieg vorgedrungen
- Usipeter, oft in Verbindung mit den Tenkterern genannt, siedelten später im Lahntal
- Ampsivarier, von den Chauken aus ihren Stammgebieten an der Ems verdrängt, zum Niederrhein abwandernd
- Chauken, zwischen Friesen und Sachsen siedelnd (wahrscheinlich Namensgeber für die epischen „Hugen“ im Beowulf) – Teile schlossen sich möglicherweise den Franken an; der Großteil stieß zu den Sachsen

Nur bedingt an der Genese der Franken beteiligt waren die Bataver und die Ubier, die zur Zeit der Ethnogenese der Franken bereits romanisiert waren und daher gemeinsam mit der restlichen gallo-römischen Bevölkerung ihrer Siedlungsgebiete im fränkischen Stammesverband aufgingen.

## Teilgruppen der Franken
Der traditionellen Geschichtswissenschaft zufolge bildeten sich kurze Zeit nach der Entstehung des Großstammes der Franken im niederländisch-deutschen Grenzgebiet am Niederrhein die beiden Hauptströme der Salfranken und Rheinfranken heraus, aus denen später das Volk der Franken entstand. Die Salfranken (teils auch als Salier bezeichnet) hätten im Salland an der IJssel und am Rheindelta gesiedelt, von wo sie sich nach Toxandrien und ins nördliche Gallien ausgebreitet und dort die Grundlagen für die Reiche der Merowinger und das spätere Frankenreich geschaffen hätten. Die Rheinfranken dagegen hätten zwischen Niederrhein und Mittelrhein gesiedelt, in der Mitte des 5. Jahrhunderts Köln erobert und sich von dort aus weiter nach Süden und Westen ausgebreitet. Ab dem 5./6. Jahrhundert seien die salischen und rheinfränkischen Gebiete unter gemeinsamen Königen vereinigt worden. Für die im Großraum Köln siedelnden Rheinfranken habe sich ab dem 6. Jahrhundert die Sonderbezeichnung „ripuarische Franken“ oder „Ripuarier“ („Uferbewohner“) herausgebildet, von der die Bezeichnung Ripuarien für diese Region abzuleiten sei. Der Teilstamm der Rheinfranken beziehungsweise die Untergruppe der Ripuarier habe schließlich auch dem Stammesrechtsbuch der Lex Ripuaria den Namen gegeben, wohingegen das Recht des salfränkischen Bruderstammes in der Lex Salica niedergelegt sei.
Neuere Forschungen haben jedoch ergeben, dass es sich bei der Lex Ripuaria um eine deutlich jüngere Modifikation der Lex Salica handelt, nicht um eine notwendigerweise für eine separate Volksgruppe geschaffene Umarbeitung. Damit ist die Vokabel „Ripuaria“ frühestens im 7., möglicherweise im 8. Jahrhundert zum ersten Mal belegt. Das Wort riparii, das in älteren Quellen vorkommt und häufig mit einem Teilstamm der Rheinfranken in Verbindung gebracht wurde, hat dagegen nichts mit den Ripuariern zu tun, sondern geht wohl auf Begrifflichkeiten aus der römischen Administration zurück. Auch die Bezeichnung „Rheinfranken“ taucht in keiner Quelle aus der Zeit des Frankenreiches auf, und der verwandte Begriff der Francia Rinensis ist erstmals im 9. Jahrhundert beim Geographen von Ravenna belegt. Aus diesen Ergebnissen resultierend hat Matthias Springer geschlussfolgert, dass die Unterscheidung zwischen Salfranken und Rheinfranken den historischen Gegebenheiten in keiner Weise entspreche: „Die Franken der Völkerwanderungszeit und der frühen Merowingerzeit waren nicht zweigeteilt. Es hat so viele fränkische Gruppen gegeben, wie es fränkische Herrscher gab – und zwar sowohl vor Chlodwig († 511) als auch nach ihm.“
Von Sal- und Rheinfranken abgegrenzt werden teilweise noch die Moselfranken, eine Untergruppe der „Rheinfranken“, die zu Beginn des 5. Jahrhunderts am oberen Rhein und an der Mosel ansässig wurden.

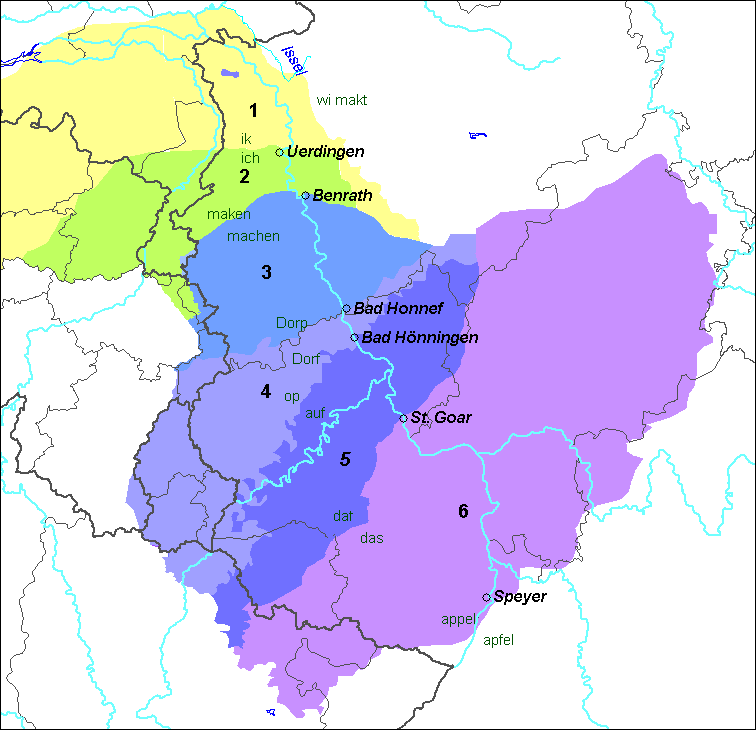
Der Rheinische Fächer
1: Niederfränkisch
2: Limburgisch
3: Ripuarisch
4: nördliches Moselfränkisch
5: südliches Moselfränkisch
6: Rheinfränkisch

Von den historischen Überlegungen über die fränkischen Teilvölker abzugrenzen sind die begrifflichen Unterscheidungen der heutigen Mundarten. Als „Ripuarisch“ werden nur die rheinübergreifenden Dialekte vom Südwest-Bergischen über Köln bis Aachen bezeichnet. Davon abzugrenzen sind, entsprechend dem Rheinischen Fächer, die Dialekte am Niederrhein, die auch als kleverländisches Platt bezeichnet werden, und die Mundarten an der Mosel und im Rhein-Main-Gebiet, die als „Moselfränkisch“ und „Rheinfränkisch“ bezeichnet werden.

Das römische Köln im 3. bis 4. Jahrhundert, bevor es von den Franken erobert wurde (Schaubild im Römisch-Germanischen Museum)

## Expansion der „Rheinfranken“
Für das 4. Jahrhundert sind wiederholt Einfälle von Franken in linksrheinisches Gebiet bezeugt; unter anderem wurden Trier und Köln mehrfach angegriffen. 352 brach die römische Reichsgrenze zusammen und die als Rheinfranken bezeichneten Stämme setzten sich linksrheinisch fest. In den folgenden Jahrzehnten (356–387) kam es mehrfach zu Auseinandersetzungen mit den Römern, die wechselhafte Erfolge erbrachten. Gleichzeitig erlangten aber auch einige fränkische Adlige unter den römischen Kaisern Valentinian I. und Gratian Spitzenpositionen im römischen Heer: Merobaudes, Richomer, Bauto und Arbogast der Ältere gehörten in den 370er bis 390er Jahren als Heermeister (magistri militum) zu den mächtigsten Männern des Römischen Reiches. Zu dieser Gruppe gehört auch Mallobaudes, der 378 als Kollege Richomers im Amt eines comes domesticorum (Führer der kaiserlichen Leibwache) unter dem Heermeister Merobaudes die alamannischen Lentienser zurückschlug und offenbar danach als Kleinkönig der Rheinfranken (soweit sie zu diesem Zeitpunkt schon existierten) in seine fränkische Heimat zurückkehrte.
In den Jahren 388 und 389 durchbrachen „Rheinfranken“ unter ihren Anführern Marcomer, Gennobaudes und Sunno den niederrheinischen Limes und verwüsteten die Umgebung von Köln, einigten sich aber mit dem Kaiser Valentinian II. auf ein Friedensabkommen. Dennoch kam es auch anschließend weiterhin zu Unruhen am Rhein, so dass um 402 der Sitz der Prätorianerpräfektur aus der ehemaligen römischen Kaiserstadt Augusta Treverorum (dem heutigen Trier) nach Arelate (heute Arles) verlegt werden musste. In den Jahren 413 bis 420 überfielen fränkische Gruppen Augusta Treverorum mehrfach; um das Jahr 435 eroberten die Franken die Stadt endgültig. Auch Köln fiel 459/461 endgültig in die Hände der „Rheinfranken“, die sich danach am Mittelrhein bis nach Mainz festsetzten. Köln wurde Sitz eines Königs, der im dortigen Statthalterpalast (Prätorium) residierte. Die Bewohner der römischen Stadt (Römer, Galloromanen, aber auch mit den Römern in Frieden lebende Germanen wie die Ubier) wurden – soweit sie nicht geflüchtet waren – unterworfen und gingen in der kommenden Zeit in der fränkischen Gesellschaft auf. Eine weitere Expansion der rheinfränkischen Stämme erfolgte in den Jahren 470 bis 485 nach Südwesten, wo sie Nachbarn der Burgunden wurden, aber auch Anschluss an die Siedlungsgebiete der als Mosel- und Salfranken bezeichneten Gruppierungen fanden. In den folgenden Jahrzehnten gelang dem salfränkischen Reich unter den Königen Childerich I. und seinem Sohn Chlodwig I. die Eroberung ganz Galliens. Bei den Kriegen gegen die Alamannen, die in der Schlacht von Zülpich gipfelten, erhielt letzterer Unterstützung durch den in Köln residierenden „Rheinfranken“-König Sigibert.

## Königreich der „Rheinfranken“
In der Forschung wurde bei verschiedenen fränkischen Herrschern der Versuch gemacht, sie als „Rheinfranken“ einzuordnen. Dazu gehört der fränkische König Theudomer, von dem lediglich durch den gallorömischen Bischof und Geschichtsschreiber Gregor von Tours Informationen bekannt sind. Er war Sohn des Richomer und der Asycla, wurde zunächst römischer Konsul und später fränkischer Kleinkönig und schließlich gemeinsam mit seiner Mutter durch die Römer hingerichtet. Gleiches gilt für Sigismer, der für das Jahr 469 als „Königssohn“ in den Quellen erwähnt wird. Aufgrund seines Namens und der Tatsache, dass er eine burgundische Prinzessin heiratete, was aus bündnisstrategischen Überlegungen für einen rheinfränkischen Herrscher als wahrscheinlicher gilt als für einen salfränkischen, wurde er zu den Rheinfranken gezählt.
Eindeutig als rheinfränkisch eingeordnet wurde das fränkische Königreich, dessen Herrscher in Köln residierten. Der einzige länger amtierende König ist Sigibert von Köln, der um die Wende vom 5. zum 6. Jahrhundert regierte. Sigibert besiegte in Allianz mit dem salfränkischen Merowinger Chlodwig I. im Jahre 496/497 in der Schlacht bei Zülpich die Alemannen. Im Kampf zog sich Sigibert eine Knieverletzung zu, als deren Folge er den Beinamen „der Lahme“ erhielt. Um 508/509 wurde Chloderich, der Sohn Sigiberts, durch Chlodwig zu einem Attentat auf seinen Vater angestiftet. Kurz darauf wurde er seinerseits von Chlodwig als Vatermörder beschuldigt und getötet. Daraufhin zog Chlodwig in Köln ein und wurde von den lokalen Großen als König anerkannt.
Chlodwig regierte bis zu seinem Tod im Jahr 511 über die nunmehr vereinigten fränkisch besiedelten Territorien. Danach erbte Chlodwigs Sohn Theuderich I. diesen Reichsteil, später Austrasien oder Austrien genannt, das sich über die alten „salfränkischen“ Gebiete in Toxandrien über das Gebiet der „Rheinfranken“ bis zur thüringischen Grenze ausdehnte. Dieses Gebiet wurde in der Folgezeit von Königen aus der Herrscherlinie der Merowinger regiert und mit den anderen fränkischen Gebieten vereinigt.